# Sent German d'Estulh
Sent German d'Estulh (en francès Saint-Germain-d'Esteuil) és un municipi francès situat al departament de la Gironda i a la regió de la Nova Aquitània.

## Demografia
| 1962                                       | 1968  | 1975 | 1982 | 1990  | 1999  | 2007  |
| ------------------------------------------ | ----- | ---- | ---- | ----- | ----- | ----- |
| 915                                        | 1.003 | 764  | 855  | 1.020 | 1.087 | 1.177 |
| Des de 1962: població sense dobles comptes |       |      |      |       |       |       |

## Administració
| Període | Identitat           | Partit |
| ------- | ------------------- | ------ |
| 2001-   | Jean-Jacques Corsan | PS     |